# Сарижазький сільський округ
Сарижа́зький сільський округ (каз. Сарыжаз ауылдық округі, рос. Сарыжазский сельский округ) — адміністративна одиниця у складі Райимбецького району Алматинської області Казахстану. Адміністративний центр — село Сарижаз.
Населення — 3662 особи (2021; 5165 у 2009, 5374 у 1999, 6604 у 1989).
Станом на 1989 рік існувала Сарижазька сільська рада (села Акбеїт, Комріші, Сарижаз).

## Склад
До складу округу входять такі населені пункти:
| Населений пункт | Населення, осіб (1989) | Населення, осіб (1999) | Населення, осіб (2009) | Населення, осіб (2021) |
| --------------- | ---------------------- | ---------------------- | ---------------------- | ---------------------- |
| Акбеїт, село    | 352                    | 391                    | 289                    | 225                    |
| Комірші, село   | 900                    | 857                    | 865                    | 581                    |
| Сарижаз, село   | 5352                   | 4126                   | 4011                   | 2856                   |